# Гурко Стефанія Антонівна
Стефанія Антонівна Гурко, до шлюбу Дейчаківська, псевдоніми: Софія Самотинська, Геннадій Гвинт, Солоха; нар. 13 лютого 1924, с. Ямниця, Галичина) — українська освітянка, поетеса, драматург, громадська діячка. Член-кореспондентка НТШ. Член Об'єднання українських письменників «Слово», Асоціації українських журналісток.

## Життєпис
Народилася 13 лютого 1924 р. у с. Ямниця поблизу Станиславова, нині Тисменицького району Івано-Франківської області. Дружина Євгена, мати Романа Гурків, сестра Миколи Дейчаківського.
Закінчила Станіславську гімназію (нині Івано-Франківськ, 1943), потім педагогічні курси в Коломиї. Учителювала в Яблуниці (1943—1944). Навчалася на філологічному факультеті Сорбонського університету (Париж (1946—1948). Під час Другої світової війни емігрувала на Захід: Австрія (1944—1946), Франція (1946—1947), Німеччина (1947), Австралія (1948—1956), Канада (від 1956). Працювала у відділі замовлень бібліотеки Торонтонського університету (1963—1989), весь час беручи активну участь у громадському житті. Мешкає у м. Торонто (Канада). Одноактівка «Ах, ті діти!» була відзначена на конкурсі Союзу українок (1962).

## Творчий доробок
Авторка поетичних збірників «Три джерела» (1989), «Співуча тиша» (1994), «Метастази міста» (1994), «На відчутності межі» (1996; усі — Торонто), драматичної поеми «Заповідь віків» (Тернопіль, 1999); гумористичної книжки «Каламбури, пародії і посмішки» (Торонто, 1996); сатиричних і драматичних творів, віршів, статей, нарисів, перекладів, які публікувала у часописах закордон. України «Сучасність», «Нові дні», «Новий шлях», «Гомін України», «Наше життя». Її п'єсу «Одужання» з великим успіхом ставив у Канаді молодіжний драмгурток «МУЗА», а п'єсу-одноактівку «Ах, ті діти!» відзначено другою нагородою на конкурсі Союзу українок Америки (1962).
Окремі видання:
- Гурко С. Вірші // Слово. Збірник 5. — Едмонтон: ОУП «Слово», 1973. — С. 16—19.
- Гурко С. Вірші // Слово. Збірник 9. — Едмонтон: ОУП «Слово», 1981. — С. 19—20.
- Гурко С. Вірші // Хрестоматія з української літератури в Канаді. — Едмонтон, 2000. — С. 141—144.
- Гурко С. Метастази міста. — Торонто, 1994. — 51 с.
- Гурко С. Три джерела. Вибр. Поезії / Ред. П. Сорока. — Тернопіль : StarSoft, 1999. — 220 с.